# عبدالعزیز الذیابی
عبدالعزیز الذیابی (عربی: عبدالعزيز الذيابي؛ زادهٔ ۳۰ ژوئیهٔ ۱۹۹۲) یک ورزشکار اهل عربستان سعودی است.
از باشگاه‌هایی که در آن بازی کرده‌است می‌توان به باشگاه فوتبال النصر عربستان سعودی اشاره کرد.